# Ostrya chinensis
Ostrya chinensis (Syn.: Ostrya multinervis) ist eine Pflanzenart aus der Gattung der Hopfenbuchen (Ostrya) innerhalb der Familie der Birkengewächse (Betulaceae). Das natürliche Verbreitungsgebiet der Art Ostrya chinensis liegt in China.

## Beschreibung

### Vegetative Merkmale
Ostrya chinensis ist ein Baum, der Wuchshöhen von bis zu 25 Metern erreicht. Die Borke ist dunkel-graubraun und aufgerissen. Die Rinde der Zweige ist rötlich-braun und spärlich angedrückt behaart.
Die wechselständig an den Zweigen angeordneten Laubblätter sind in Blattstiel und -spreite gegliedert. Der 4 bis 7 Millimeter lange Blattstiel ist dicht angedrückt behaart. Die einfache Blattspreite ist bei einer Länge von 4,5 bis 12 Zentimetern sowie einer Breite von 2,5 bis 4,5 Zentimetern eiförmig-lanzettlich bis länglich-lanzettlich, mit geschwänzter oder lang zugespitzt geschwänzter Spitze, mehr oder weniger gerundeter, herzförmiger oder breit keilförmiger Basis und unregelmäßig borstig gesägtem Blattrand. Es werden 18 bis 25 Nervenpaare im Abstand von 3 bis 4 Millimetern gebildet. Die Blattunterseite ist dicht behaart mit deutlichen Achselbärten, die Oberseite ist entlang des Mittelnervs dicht behaart, sonst fein behaart bis kahl.

### Generative Merkmale
Ostrya chinensis blüht von Mai bis Juni und die Früchte reifen von Juli bis August.
Weibliche Blütenstände sind aufrecht, traubig und 3 bis 6 Zentimeter lang. Die Blütenstandsachse ist 1,5 bis 2,5 Zentimeter lang und spärlich angedrückt behaart. Die Tragblätter sind bei einer Länge von 1 bis 1,5 Millimetern sowie einer Breite von 5 bis 6 Millimetern schmal-elliptisch, sackförmig, häutig und angedrückt behaart, netznervig, spitz mit gerundeter Basis und borstigem Blattrand.
Die hell-braunen Nussfrüchte sind bei einer Länge von 5 bis 7 Millimetern sowie bei einem Durchmesser von 2 bis 3 Millimetern eiförmig-elliptisch, gerippt, kahl und nur an der Spitze zottig behaart.

## Vorkommen
Das natürliche Verbreitungsgebiet von Ostrya chinensis liegt in den chinesischen Provinzen Guizhou, im südlichen Hunan, Jiangsu, im südöstlichen Sichuan und Zhejiang. Ostrya chinensis wächst in Mischwäldern in Höhenlagen von 600 bis 1300 Metern.

## Taxonomie
Die Erstbeschreibung erfolgte 1938 unter dem Namen Ostrya multinervis durch Alfred Rehder. Dieses frühere Artepitheton multinervis verweist auf die hohe Zahl der Blattadern.
Die Erstbeschreibung durch Alfred Rehder 1938 erwies sich jedoch als ungültig, da es eine ältere Publikation dieses Namens gab, veröffentlicht als Ostrya multinervis Ettingsh. 1868 für ein Fossil. Der gültige Name wurde 2014 durch Ian Mark Turner als Ostrya chinensis I.M.Turner veröffentlicht.